# Чаун, Елена Георгиевна
Еле́на Гео́ргиевна Ча́ун (урождённая Ле́зина; р. 8 мая 1962) — советская и российская ватерполистка, тренер по плаванию. Чемпионка СССР по водному поло (1983). Мастер спорта СССР. Тренер-преподаватель по плаванию детско-юношеской спортивной школы № 7 Москвы.

## Биография
Родилась 8 мая 1962 года. С первого по десятый класс училась в московской средней школе № 525 (1969—1979).
Чемпионка СССР по водному поло 1983 года.
В 1983 году окончила кафедру плавания факультета циклических видов физкультурно-спортивной деятельности Государственного центрального ордена Ленина института физической культуры (ГЦОЛИФК).
С 2000 года — тренер-преподаватель по плаванию детско-юношеской спортивной школы № 7 Москвы.

### Семья
- Отец — Георгий Александрович Лезин (род. 1931), советский ватерполист. Бронзовый призёр Олимпийских игр, Заслуженный мастер спорта СССР.
- Муж — Эдуард Юрьевич Чаун (род. 1963), советский пловец, российский тренер по плаванию. Мастер спорта СССР международного класса. Личный тренер своей дочери Анастасии Чаун.
- Дети:
  - Анастасия Эдуардовна Чаун (род. 1988), российская пловчиха. Чемпионка Европы, Чемпионка России.
  - Валерия Эдуардовна Чаун (род. 1990), российская пловчиха, детский тренер по плаванию.
  - Антон Эдуардович Чаун (род. 1992), российский пловец. Мастер спорта России.